# Carlo Parlati

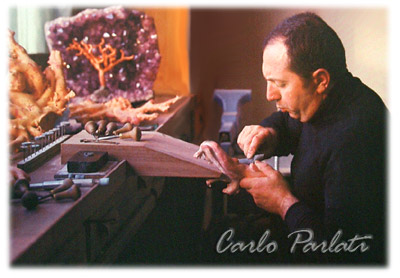
l'artista nel suo laboratorio negli Anni '80

Carlo Parlati (Torre del Greco, 7 gennaio 1934 – Torre del Greco, 16 novembre 2003) è stato uno scultore, pittore e incisore italiano.

## Biografia
Nacque e visse a Torre del Greco da famiglia d'origine artigiana e incisori di corallo e cammei: il padre Antonino era incisore e aveva un piccolo laboratorio. 
Frequentò l'Istituto d'Arte di Torre del Greco per poi iscriversi all'Accademia di Belle Arti di Napoli, dedicandosi soprattutto alla pittura su tela e cartone utilizzando la tecnica ad olio. La sua passione per le arti pittoriche si rafforzò dopo un suo viaggio a Parigi, dove fu ispirato dai grandi maestri impressionisti. Fu pittore e scultore per tutto il corso della sua vita. Ha esposto le sue opere a Basilea, in Germania, a New York nel 1991 presso il rinomato Fashion Institute of Technology, in Giappone e in Italia Dopo la sua morte si sono tenute varie mostre commemorative, una nel settembre 2004 all'interno dell'Ente Fiera di Vicenza, e una in ottobre presso Regione Campania a New York in occasione dei festeggiamenti del Columbus Day. Sue opere sono esposte nei musei privati di Torre del Greco e collezioni private negli Stati Uniti e Giappone dedicate alla lavorazione del corallo.

## Opere

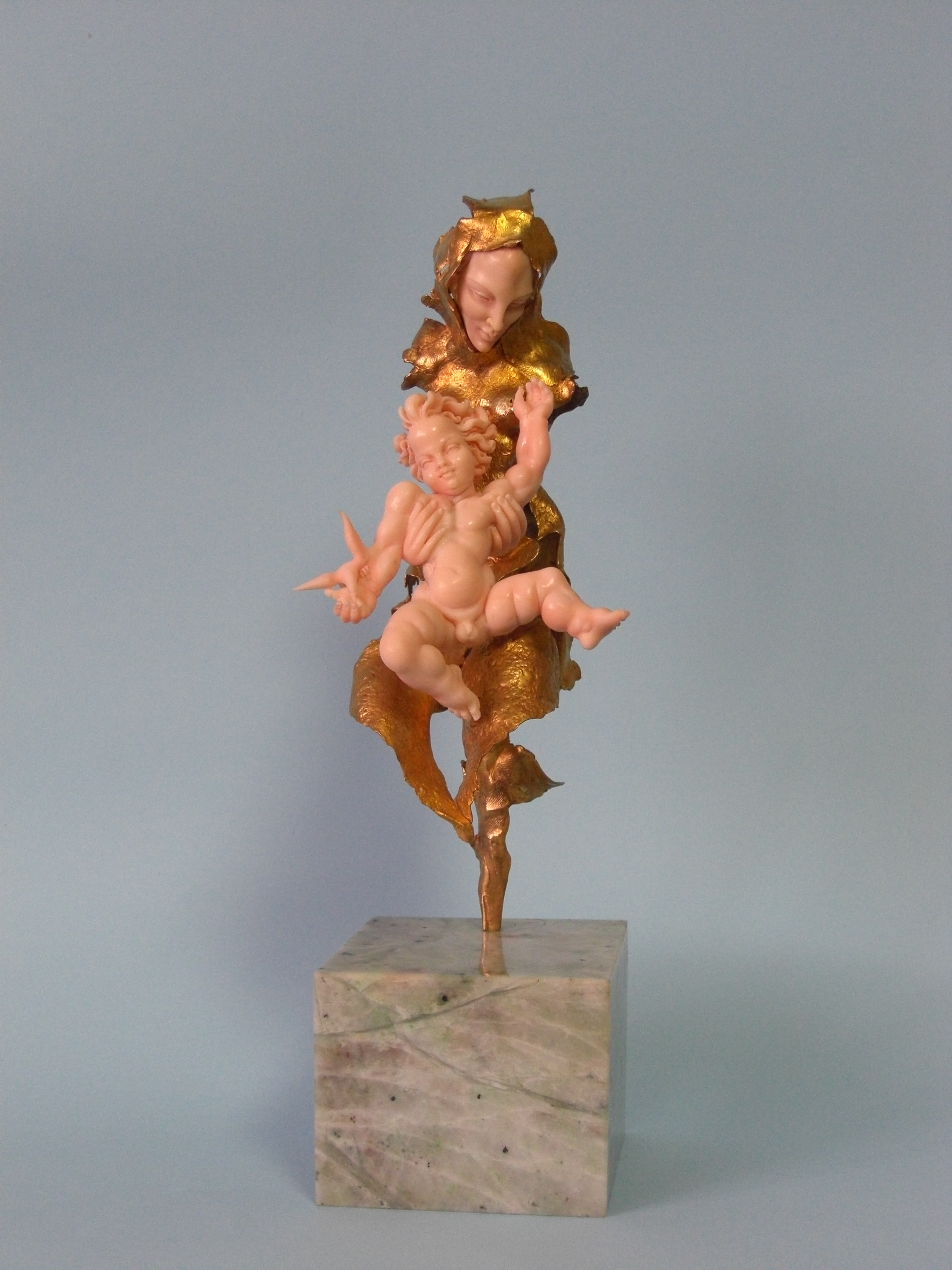
Maternità in corallo

Le sue sculture utilizzano rami di corallo e il loro soggetto viene definito sulla base della loro forma naturale. La tecnica si basa sull'incisione su cammeo e prevede una rifinitura delle materie prime completate poi con i metalli nobili come oro, argento, pietre preziose e semi-preziose o minerali naturali.
Ha eseguito molteplici opere in corallo, tra cui le sculture Adamo ed Eva (le origini), La Creazione, Potere e libertà, Il mondo animale, La primavera della vita ed Ecce homo. Dipinse anche molteplici opere pittoriche e sperimentò la scultura bronzea.
| Controllo di autorità | VIAF (EN) 160229171 · ISNI (EN) 0000 0001 0758 2451 · Europeana agent/base/32723 · GND (DE) 142702137 |